# Distretto di Merine
Il distretto di Merine è un distretto della provincia di Sidi Bel Abbes, in Algeria.

## Comuni
Il distretto di Mérine comprende 4 comuni:
- Merine
- Oued Taourira
- Tafissour
- Taoudmout